# Kaiserpokal 1996
Der Kaiserpokal 1996 war die 76. Austragung des Kaiserpokals, des höchsten japanischen Fußballpokalwettbewerbs. Sieger des Wettbewerbs waren die Verdy Kawasaki.

## Ergebnisse

### 1. Runde
|                                  | Ergebnis        |                                           |
| -------------------------------- | --------------- | ----------------------------------------- |
| Denso                            | 3:1             | Juntendō-Universität                      |
| Blaze Kumamoto                   | 2:1             | Kwansei-Gakuin-Universität                |
| World Blitz Oyama                | 0:7             | Vissel Kobe                               |
| Nippon-Bunri-Universität         | 1:3             | Mitsubishi Mizushima                      |
| Kaiho Club                       | 0:4             | Montedio Yamagata                         |
| Renaiss Gakuen Koka              | 1:1 (5:3 i. E.) | Pädagogische Hochschule Hokkaidō Hakodate |
| Morioka Zebra                    | 0:6             | Fujitsu Kawasaki                          |
| Universität Fukuoka              | 2:2 (5:4 i. E.) | Albireo Niigata                           |
| Kawasoe Club                     | 2:5             | Ventforet Kofu                            |
| FC Matsue                        | 0:9             | Kokushikan-Universität                    |
| Universität Matsuyama            | 00:11           | Brummell Sendai                           |
| Tōkai-Universität                | 1:0             | Handelsuniversität Osaka                  |
| Universität Wakayama             | 0:3             | Consadole Sapporo                         |
| Gonohe City Hall                 | 2:1             | Sanyo Electric                            |
| Fukushima FC                     | 2:1             | Hitachi Shimizu                           |
| Teihens FC                       | 0:4             | Universität Tsukuba                       |
| NTT Kanto                        | 2:0             | Dōshisha-Universität                      |
| YKK                              | 0:5             | Waseda-Universität                        |
| Mind House TC                    | 1:5             | Tokyo Gas                                 |
| Ueda Gentian                     | 1:2             | Kunimi FC                                 |
| Central Kobe                     | 0:3             | Tosu Futures                              |
| Sony Sendai FC                   | 2:1             | Hiroshima Teachers                        |
| Tenri-Universität                | 0:1             | Cosmo Oil Yokkaichi                       |
| Prima Ham Tsuchiura              | 2:3             | Komazawa-Universität                      |
| Tokushima Commercial High School | 1:5             | Oita Trinity                              |
| Volca Kagoshima                  | 3:1             | TDK                                       |
| Yamagata FC                      | 1:7             | Otsuka Pharmaceutical                     |
| Universität Kōchi                | 8:1             | Miyazaki Teachers                         |
| Aoyama-Gakuin-Universität        | 0:4             | Honda Motors                              |
| Toa-Universität                  | 3:4             | Kagawa Shiun FC                           |
| Maruoka High School              | 0:4             | Seino Transportation                      |
| Yonago Higashi High School       | 0:4             | Kansai-Universität                        |

### 2. Runde
|                       | Ergebnis |                        |
| --------------------- | -------- | ---------------------- |
| Denso                 | 3:1      | Blaze Kumamoto         |
| Vissel Kobe           | 4:2      | Mitsubishi Mizushima   |
| Montedio Yamagata     | 6:0      | Renaiss Gakuen Koka    |
| Fujitsu Kawasaki      | 3:0      | Universität Fukuoka    |
| Ventforet Kofu        | 1:2      | Kokushikan-Universität |
| Brummell Sendai       | 4:1      | Tōkai-Universität      |
| Consadole Sapporo     | 4:0      | Gonohe City Hall       |
| Fukushima FC          | 3:0      | Universität Tsukuba    |
| NTT Kanto             | 1:0      | Waseda-Universität     |
| Tokyo Gas             | 8:0      | Kunimi FC              |
| Tosu Futures          | 5:2      | Sony Sendai FC         |
| Cosmo Oil Yokkaichi   | 3:0      | Komazawa-Universität   |
| Oita Trinity          | 6:1      | Volca Kagoshima        |
| Otsuka Pharmaceutical | 2:1      | Universität Kōchi      |
| Honda Motors          | 3:2      | Kagawa Shiun FC        |
| Seino Transportation  | 1:2      | Kansai-Universität     |

### 3. Runde
|                      | Ergebnis        |                        |
| -------------------- | --------------- | ---------------------- |
| Yokohama Flügels     | 4:0             | Denso                  |
| Kyoto Purple Sanga   | 4:3             | Vissel Kobe            |
| Gamba Osaka          | 4:1             | Montedio Yamagata      |
| JEF United Ichihara  | 0:0 (4:5 i. E.) | Fujitsu Kawasaki       |
| Kashiwa Reysol       | 1:0             | Kokushikan-Universität |
| Sanfrecce Hiroshima  | 2:0             | Brummell Sendai        |
| Shimizu S-Pulse      | 1:0             | Consadole Sapporo      |
| Júbilo Iwata         | 1:2             | Fukushima FC           |
| Urawa Reds           | 3:0             | NTT Kanto              |
| Cerezo Osaka         | 3:1             | Tokyo Gas              |
| Bellmare Hiratsuka   | 1:0             | Tosu Futures           |
| Nagoya Grampus Eight | 0:1             | Cosmo Oil Yokkaichi    |
| Verdy Kawasaki       | 4:0             | Oita Trinity           |
| Yokohama Marinos     | 1:2             | Otsuka Pharmaceutical  |
| Avispa Fukuoka       | 3:1             | Honda Motors           |
| Kashima Antlers      | 2:0             | Kansai-Universität     |

### Achtelfinale
|                    | Ergebnis |                       |
| ------------------ | -------- | --------------------- |
| Yokohama Flügels   | 0:1      | Kyoto Purple Sanga    |
| Gamba Osaka        | 3:1      | Fujitsu Kawasaki      |
| Kashiwa Reysol     | 1:2      | Sanfrecce Hiroshima   |
| Shimizu S-Pulse    | 2:1      | Fukushima FC          |
| Urawa Reds         | 4:0      | Cerezo Osaka          |
| Bellmare Hiratsuka | 3:1      | Cosmo Oil Yokkaichi   |
| Verdy Kawasaki     | 4:0      | Otsuka Pharmaceutical |
| Avispa Fukuoka     | 0:2      | Kashima Antlers       |

### Viertelfinale
|                     | Ergebnis |                    |
| ------------------- | -------- | ------------------ |
| Kyoto Purple Sanga  | 2:3      | Gamba Osaka        |
| Sanfrecce Hiroshima | 3:0      | Shimizu S-Pulse    |
| Urawa Reds          | 3:0      | Bellmare Hiratsuka |
| Verdy Kawasaki      | 2:1      | Kashima Antlers    |

### Halbfinale
|             | Ergebnis |                     |
| ----------- | -------- | ------------------- |
| Gamba Osaka | 0:2      | Sanfrecce Hiroshima |
| Urawa Reds  | 0:3      | Verdy Kawasaki      |

### Finale
|                     | Ergebnis |                |
| ------------------- | -------- | -------------- |
| Sanfrecce Hiroshima | 0:3      | Verdy Kawasaki |